# ツェルベルス作戦

ツェルベルス作戦の航跡図

ツェルベルス作戦、またはケルベルス作戦、ケルベロス作戦（ドイツ語:Unternehmen Cerberus）は、第二次世界大戦中の1942年2月にフランスのブレスト港にいたドイツの巡洋戦艦シャルンホルスト、グナイゼナウ、重巡洋艦プリンツ・オイゲンなどが、フランスの基地にいるドイツ空軍の航空支援を受けドーバー海峡を通ってドイツ本国への帰還に成功した作戦を指す。ツェルベルスとはドイツ語でギリシャ神話における地獄の番犬ケルベロスを意味する。イギリス海峡 (English Channel) をダッシュしたことから英語でチャンネルダッシュ (Channel Dash) とも呼ばれる。

## 背景

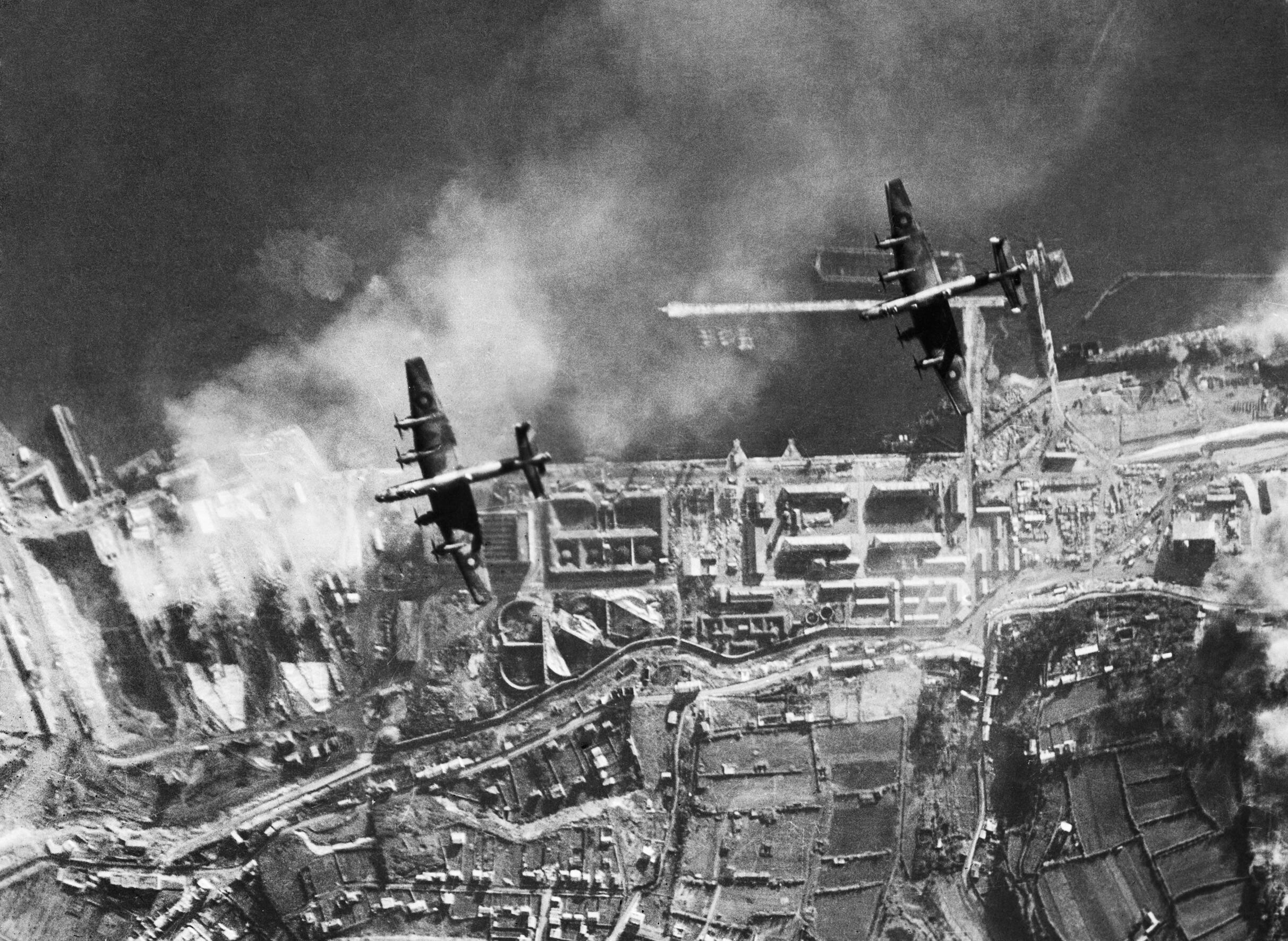
ブレスト軍港でイギリス空軍の空襲を受ける「シャルンホルスト」と「グナイゼナウ」）（1941年）

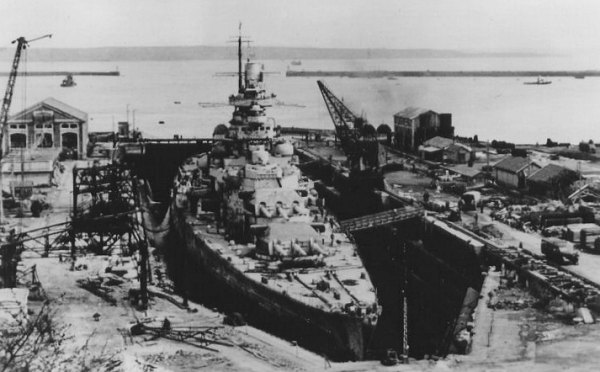
ブレスト軍港で入渠中の「グナイゼナウ」）（1941年）

大西洋での通商破壊作戦（ベルリン作戦）を終えた「グナイゼナウ」と「シャルンホルスト」は1941年3月後半にブレストに到着した。イギリス軍はすぐに攻撃を開始し、4月6日には「グナイゼナウ」が魚雷を受けた。5月、戦艦「ビスマルク」と重巡洋艦「プリンツ・オイゲン」による通商破壊作戦（ライン演習作戦）が実行されたが「ビスマルク」は撃沈され、「プリンツ・オイゲン」はブレストに入港した。ヒトラーは水上艦による通商破壊作戦に否定的となり、また通商破壊艦のための補給船が何隻も沈められた。7月24日には空襲で「シャルンホルスト」が被弾し、「プリンツ・オイゲン」にも7月1日に爆弾が命中した。11月13日、ヒトラーは艦隊がドーバー海峡を通って帰還できるかと海軍総司令官エーリヒ・レーダー元帥にたずねた。12月には艦隊の帰還についてレーダーと軍令部長クルト・フリッケに意見が聞きたいとのヒトラーの希望が伝えられたが、これに対する彼らの意見は海峡突破は不可能であるというものであった。それに対してヒトラーは艦隊がノルウェーの防衛に必要であることと艦隊の海峡突破を主張した。そして、1942年1月12日にレーダーやフリッケ、国防軍総司令部総長ヴィルヘルム・カイテル、空軍総参謀長ハンス・イェションネクなどの出席した会談で海峡突破は決定された。

## 作戦経過
1942年2月11日夜、オットー・チリアクス中将が率いるシャルンホルスト、グナイゼナウ、プリンツ・オイゲンおよび駆逐艦6隻は約20機のドイツ空軍の戦闘機の護衛を受けつつブレストを出港した。イギリス海軍の偵察機がこれを間もなく察知したものの、無線不使用の通達を守ったために、基地に帰還するまで約2時間このことを伝えることができないまま時間を無駄にすることになった。
12日10時42分、偵察機の報告を受けて基地を飛び立ったイギリス空軍のスピットファイアがようやく艦隊を発見し、さらに高速魚雷艇5隻が攻撃を試みるも失敗した。12時45分、ユージン・エズモンド少佐率いるソードフィッシュ6機が攻撃を行ったが、護衛の戦闘機と艦船による対空砲火で全滅し艦隊に損害を与えることはできなかった（搭乗員18人中エズモンド少佐ら13人が戦死）。
14時31分、海峡を通過したところでシャルンホルストがイギリス海軍の敷設した機雷に触雷した。シャルンホルストは応急修理の後30分後に航行を再開した。ドイツ艦隊の海峡通過後からイギリス空軍の爆撃機が攻撃を開始したが、損害は与えられなかった。その後19時55分にグナイゼナウが触雷、21時34分にはシャルンホルストが再度触雷するも3隻とも無事にドイツ本国にたどり着くことができた。
英仏海峡を白昼堂々突破されたことで、ヒトラーの思惑通りにイギリス海軍には轟々たる非難の声が殺到し、海軍は真相隠蔽に狂奔、数少ない攻撃隊の生存者に勲章をばらまいてお茶を濁した。しかし、ドーバー海峡を突破しノルウェーを経由してキールに到着したドイツ艦隊は狭い水域に封じ込められた事になり、スカパフローのイギリス海軍本国艦隊に動きを遮断され、連合軍の制海権を脅かすものではなかった。結局、ドイツ海軍は戦術的にかろうじて成功したが、戦略的には完敗した。

## 作戦後
その後、この3艦はブレストがキールに変わっただけで相変わらず空襲を受け続け、まずグナイゼナウが1942年2月26日に空襲を受けて大破、この損傷は完全に修復されたものの、1943年にバレンツ海海戦におけるドイツ海軍の敗北を聞いて激怒したヒトラーの大型艦廃艦命令によって結局廃艦となった。シャルンホルストはキールからさらにノルウェーに避退したが、1943年12月26日の北岬沖海戦で撃沈された。プリンツ・オイゲンは同じくノルウェーに避退したが潜水艦に雷撃されて中破。本国回航と修理に成功し以後バルト海にて対地支援に従事する。終戦を迎え、連合国軍に引き渡された後にビキニ原爆実験の標的艦となり、実験後曳航中に沈没した。

## 勝敗の要因
イギリス側にはドイツ艦隊は夜間に海峡を通過するという先入観があり、夜襲を前提とした作成計画しか用意していなかった。一方、ドイツ側は航空戦力の援護を得られることやブレスト出港を夜間に設定できることなどのメリットを優先して白昼の海峡通過を選択したため、イギリス軍は裏をかかれたかたちとなった。その結果、イギリス軍は適切な対応ができずに情報伝達の遅れや戦力の逐次投入という悪手を打ち、ドイツ艦隊の海峡突破を許した。
また、作戦の実施にあたり、ドイツ海軍はUボート3隻を通商破壊作戦から引き抜いてアイルランド沖に派遣し、気象データの収集にあたらせていた。

## 文献
- John Deane Potter (Non-fictions): 『高速戦艦脱出せよ』、内藤一郎 訳、早川書房〈ハヤカワ文庫〉、1990年、ISBN 4-15-050002-9。